# 市立札幌旭丘高等学校
市立札幌旭丘高等学校（しりつ さっぽろあさひがおかこうとうがっこう、Shiritsu Sapporo Asahigaoka High School）は、北海道札幌市中央区旭ヶ丘6丁目に所在する市立高等学校。

## 概要
1958年（昭和33年）に「高校不足の解消」を訴える市民運動から生まれた、札幌市で3番目に開校した全日制の市立高校。地元では通称「ガオカ」と呼ばれており、学校祭は1989年（平成元年）度に「旭丘祭（ガオカサイ）」と命名された。
かつては、深夜に学校から定山渓温泉までを歩く「定山渓夜間遠足」や、札幌開成高校との運動会形式の対抗戦「旭丘・開成定期戦」など、伝統校ならではのユニークな行事があったが、いずれも現在は開催されていない。2004年（平成16年）度より制服が一新された。2008年（平成20年）度には創立50周年を迎え、1年生による「藻岩山登山遠足」（前年に開催）をはじめとした生徒中心の記念事業や、著名な卒業生による記念講演、演奏会など「50周年メモリアルイヤー」としてさまざまな取組みが実施された。

## 施設
ラウンジ
年次ごとに専用ラウンジがあり、昼食などに利用される他、自習等にも利用されている。また、新聞や本が置かれているラウンジも存在する。
生徒ホール
1階中央階段横にあり、売店や複数台の自動販売機や印刷機が設置されている。ラウンジとは違い、どの年次も気兼ねなく利用できる施設となっている。なお、１階中央階段はやや螺旋状となっている。
売店
1階生徒ホールにあり、お弁当やパン、プリン・シュークリーム・バームクーヘン等のデザートの他、文房具や旭丘限定のグッズが他が販売されている。また、季節により、冷やしラーメンやジャージャー麺等も販売される。
職員室
廊下と一体になっており、用事がない場合の通行も可能である。各職員の机には生徒用の椅子が設けられている。
ピロティ
屋内練習場です。

## 沿革
- 1958年
  - 4月1日 - 北海道札幌旭丘高等学校として開校。札幌市立啓明中学校を仮校舎とする。
  - 11月18日 - 仮校舎を札幌市立宮の森小学校へ移転する。
- 1959年12月20日 - 初代校舎が完成する。
- 1960年1月12日 - 初代校舎へ移転する。
- 1961年 - 校歌が制定される。
- 1962年 - アメリカ合衆国オレゴン州ポートランド市のジェファーソン高等学校（Jefferson High School）と姉妹校になる。
- 1969年 - 開校10周年記念会館、格技場が完成する。
- 1975年 - 家庭科教室、音楽室が完成する。
- 1987年 - 校舎が増築される。
- 1991年 - 2代目体育館が完成する。
- 1998年 - 道しるべ「この坂　越えん」が制定される。
- 2000年 - 校舎改築のため、仮設校舎へ移転する。
- 2001年
  - 7月16日 - 2代目校舎が完成する。
  - 8月1日 - 2代目校舎へ移転する。
- 2003年 - アメリカ合衆国ジョージア州アトランタ市の聖イノセント・エピスコパル校（Holy Innocents' Episcopal School）と姉妹校になる。
- 2004年 - 単位制が導入される。
- 2008年
  - 2月8日 - 開校50周年記念歌「この坂未来」が制定される。
  - 4月21日 - 開校50周年記念植樹祭（校地周辺ソメイヨシノ等植樹）を挙行する。
  - 11月5日 - 開校50周年記念式典・コンサートを開催する。
- 2010年 - 大韓民国大田広域市の大田外国語高等学校と姉妹校になる。
- 2018年4月1日 - 校名を市立札幌旭丘高等学校に変更する。
- 2023年8月15日-文部科学省よりスーパーサイエンスハイスクール指定校の内定を受ける。

## 部活動・同好会・外局
2023年度現在、14の体育系部活動、12の文化系部活動・同好会、5の外局がある。

### 体育系部活動
- 野球部
- 陸上部
- スキー部
- バスケットボール部（男・女）
- 弓道部
- ソフトテニス部
- バレーボール部（男・女）
- 卓球部
- バドミントン部（男・女）
- サッカー部
- 剣道部
- 硬式テニス部
- チアリーディング部

男子テニス部、弓道部、卓球部、チアリーディング部は過去全国大会にも出場経験がある。

### 文化系部活動
- 合唱部
- 美術部
- 文芸部
- 写真部
- 書道部
- 茶道部
- 華道部
- 弁論部
- 創画部
- サイエンス部
- 創楽部
- ICC局[2]
- 放送局
- 新聞局
- 図書局
- メディア局
- ボランティア同好会

## 道しるべ（校訓）
この坂 越えん
- 一般にいう校訓の代わりに「道しるべ」の語を用いている。

## 著名な出身者

### 政治・行政
- 加藤龍幸（石狩市長）
- 工藤仁美（元衆議院議員）
- 桜井宏（元衆議院議員）
- 高崎裕子（元参議院議員、弁護士）

### 経済
- 佐藤良雄（キャリアバンク創業者・社長、エコミック創業者・元社長、元コンサドーレサポーターズ持株会理事長）
- 堰八義博（北海道銀行会長、北海道経済連合会副会長）
- 曽我貴也（日本郵船社長、1年途中まで在籍）
- 田中弦（Unipos創業者・CEO）
- 星野康二（スタジオジブリ社長、前ウォルト・ディズニー・ジャパン社長）
- 森川真行（プロデューサー、ファインエンターテイメント社長）

### 法曹
- 中村隆（弁護士、元日本弁護士連合会副会長）

### 学問
- 飯田隆（哲学者、慶應義塾大学名誉教授）
- 伊福部達（工学者、東京大学名誉教授、元日本バーチャルリアリティ学会会長）
- 臼杵知史 (国際法学者、北大名誉教授、明治学院大学名誉教授)

- 加藤宣之（ウイルス学者、岡山大学名誉教授）
- 合田圭介（科学者、東京大学大学院教授、カリフォルニア大学ロサンゼルス校客員教授、武漢大学客員教授）
- 丹野忠晋（経済学者、拓殖大学教授）
- 寺島実郎（経済学者、早稲田大学大学院教授）
- 鴫原正世（光塩学園女子短期大学学長）
- 中島健（工学者、京都大学名誉教授、元日本原子力学会会長）
- 西村和雄（経済学者、京都大学名誉教授）
- 増淵敏之 （地理学者、法政大学大学院教授）
- 篠田謙一 (分子人類学者、医学博士、国立科学博物館長)
- 山口博教（経済学者、北星学園大学教授）

### 教育
- 肘井学 - スタディサプリ英語講師

### 文化
- いがらしゆみこ（漫画家）
- 海道龍一朗（作家）
- 忠津陽子（漫画家）
- 土居良一（作家）
- 文月悠光（詩人）
- 山岸凉子（漫画家）

### 芸能
- 叶正子（歌手、サーカスのメンバー）
- サワグチカズヒコ（作曲家・歌手）
- 橘家富蔵（落語家）
- 六代目春風亭柳朝（落語家）
- 谷崎尚之（俳優）
- 福井シンリ（作曲家・サウンドプロデューサー）
- 山本祐香（タレント）

### マスコミ
- 有江活子（フリーアナウンサー）
- 堰八紗也佳 （北海道放送アナウンサー）
- 中村浩美（宇宙・航空ジャーナリスト）
- 田辺桃菜（UHB北海道文化放送アナウンサー）
- 和田哲 (編集者)

### その他
- 山岸秀匡（IFBBプロ・ボディービルダー）
- 玉木祥護（プロバスケットボール選手）